# Rößlersches Haus

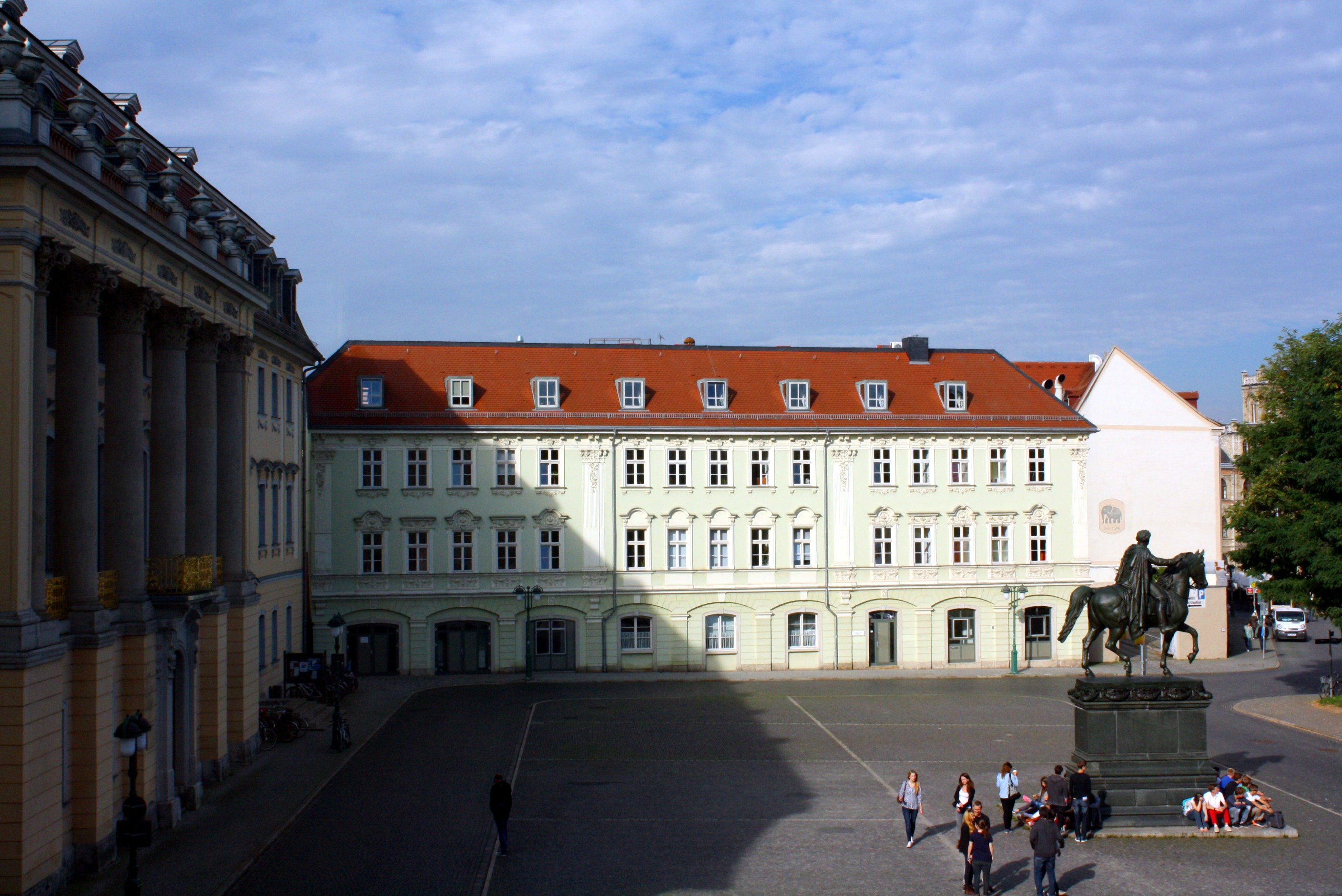
Rößlersches Haus

Das Rößlersche Haus am Platz der Demokratie Nr. 2/3 in Weimar ist ein großes 1785 nach barockem Vorbild erbautes und 1891/92 mit einer Neorokokofassade versehenes zweigeschossiges Gebäude im Winkel von etwas über 90 Grad zum Fürstenhaus Weimar. 
Ein einstiger breiter Mittelbalkon wurde um die Mitte des 20. Jahrhunderts entfernt. Das Gebäude befand sich 1909 bis 1936 im Besitz der Familie des herzoglichen Mundkochs Otto Rößler. Daneben befand sich der Fürstenkeller, eine 1901 eingerichtete altdeutsche Weinstube, die die Frau Bertha Rößler, genannt „Mutter Rößler“ bewirtschaftete. In den Jahren 1938 bis 1943 der Aktenüberlieferung des Thüringischen Hauptstaatsarchives zufolge war es Sitz des Thüringischen Ministeriums des Innern, Polizeiabteilung, am damaligen Fürstenplatz. Dieses wird heute als Verwaltungsgebäude der Hochschule für Musik Franz Liszt Weimar genutzt. Früher war es ein Wohnhaus, bevor es das Land Thüringen übernommen hatte. 
Im Zuge des Zweiten Weltkrieges (April 1945) erfolgte eine schwere Beschädigung des Hauses, der gemäß Aktenüberlieferung umgehend bauliche Sicherungs- und Sanierungsmaßnahmen folgten. Der Aktentitel spricht gar von „Wiederaufbau des ehemaligen Rößlerschen Hauses (Fürstenkeller)“. Der daneben befindliche Fürstenkeller wurde in der Tat bei diesem Bombenangriff total zerstört. Im Jahr 1998 wurde laut Wolfram Huschke (Musikwissenschaftler) das Verwaltungsgebäude hinter der Fassade von 1891/92 „quasi neugebaut“. In der Nähe der Rückseite befand sich das Hotel Erbprinz, welches sich zwischen Fürstenkeller und Hotel Elephant befand und zwischen 1989 und 1993 abgerissen wurde, nachdem es über Jahrzehnte vernachlässigt worden war.
Dieses Gebäude ist in die Liste der Kulturdenkmale in Weimar (Einzeldenkmale) aufgenommen worden.